# أولوز (أولوز)
أولوز هي إحدى مشيخات المملكة المغربية، تتبع جغرافيا لإقليم تارودانت وإداريًا لأولوز. يقدر عدد سكانها بـ 12728 نسمة حسب الإحصاء الرسمي للسكان والسكنى لسنة 2004.